# Club Ciudad de Bolívar
El Club Ciudad de Bolívar es un club deportivo argentino de la ciudad de San Carlos de Bolívar, ubicada en el interior de la Provincia de Buenos Aires.  
Fue fundado en 2002 por iniciativa del reconocido presentador y productor de TV, dirigente deportivo y empresario Marcelo Tinelli; y en su primera temporada en la Liga A1 de Vóley Argentino se consagró campeón venciendo en la final a Rojas Scholem.
Es uno de los clubes más ganadores de la Liga A1 con ocho títulos, conquistando el último en 2019 y además conquistó el Campeonato Sudamericano de Clubes en el año 2010, lo que le permitió jugar el Mundial de Clubes en Doha con los mejores equipos del mundo, donde terminó en el cuarto lugar. Ganó también en 5 ocasiones la Copa ACLAV y en una el Torneo Súper 8.
Además del vóley, otros deportes que se practican en Bolívar son el fútbol, el hockey sobre césped, rugby y Pádel entre otros.
En 2020, tras 18 años de participación, el club anunció que no formaría parte de la temporada 2020/21 de la Liga Argentina de Vóley.Ese mismo año comenzó a competir en fútbol afiliándose a la Liga de Pehuajó y participando del Torneo Regional Federal Amateur 2020. En 2021, tras derrotar por 3-0 a Independiente de Neuquén asciende al Torneo Federal A, tercera división para los equipos indirectamente afiliados a AFA.
El día 5 de octubre de 2022, las anguilas celestes se clasificaron a la Copa Argentina 2023, competición futbolística que reúne a los 64 mejores equipos del país.
Actualmente milita en el Torneo Federal A, tercera división del fútbol argentino en lo que corresponde a las competiciones del interior del país.

## Historia del club
El club fue fundado el 23 de octubre de 2002 en medio de una movilización provocada, en gran medida, por el Mundial de Vóley que se disputó en Argentina, sumada a la  iniciativa del periodista, presentador y productor de televisión, empresario y dirigente deportivo Marcelo Tinelli, nacido en la ciudad. En su afán por iniciar un emprendimiento que integrara el deporte con la sociedad, convocó a Daniel Castellani para encabezar el proyecto, que contemplaba un largo plazo, un club único en Sudamérica, el desarrollo de las divisiones inferiores, la capacitación de talentos de todo el país y, claro está, el éxito deportivo. "Vinimos para quedarnos", fue la frase elegida para explicar ante el público su visión.
El primer equipo profesional se conformó en 17 días y grandes figuras del vóleibol argentino fueron presentados con la camiseta celeste y blanca que emulaba a la casaca histórica del seleccionado de fútbol de Bolívar. Castellani comandó al grupo en el que se destacaron Sebastián Firpo, Guillermo Quaini, Sebastián Jabif, Eduardo Rodríguez, Mariano Baracetti y los extranjeros Pezao (Brasil), Iván Márquez (Venezuela) y Gabriel Gardner (EE. UU.). La campaña transformó la derrota inicial con Azul Vóley en el debut en una importante victoria en la recordada serie final de la Liga 02-03 con Rojas Scholem, en el sexto encuentro.
El siguiente desafío fue conquistar lo que nadie hasta entonces: el bicampeonato. Y con esa meta, se incorporó a Alejandro Spajic, Leonardo Patti, Guillermo García, y Marcelo Román, entre otros. A lo largo del torneo, se avizoró que la final tendría como protagonistas a las águilas y los tucumanos de Swiss Medical Monteros. En una memorable definición, Bolívar Signia dio la vuelta olímpica por segunda vez.
Castellani y los suyos fueron a buscar la tercera corona en la siguiente edición: arribaron para tal fin, el checo Dalibor Polak, el venezolano Ronald Méndez y el brasileño Jean Carlo Badalotti. Este último se transformaría con el paso de los años en uno de los grandes ídolos de la hinchada celeste. La seguidilla de lesiones no le permitieron a Bolívar retener el título, aunque llegó a la final 04/05, a manos de Swiss Medical Monteros.
Una profunda renovación se gestó para la campaña 05/06. Los líderes del equipo se alejaron y se conformó un plantel más joven, liderado por Badá, Santiago Darraidou, Pablo Peralta, Guillermo García y Gabriel Arroyo. Además, hicieron su aparición jugadores que fueron captados por el ambicioso Plan de Talentos; De Cecco, Stepanenko y Alanís. El desarrollo de la temporada fue algo irregular, pero Orígenes Bolívar llegó al podio tras caer en semifinales ante Club de Amigos, el campeón. paralelamente, Bolívar empezó a incursionar en torneos internacionales sin resultados rutilantes, pero con la convicción de sumar experiencia de cara a lo que se vendría.
En julio de 2006 comenzó un nuevo ciclo con el arribo de Javier Weber. Con una impronta muy personal, el ex armador propuso un estilo de trabajo diferente que apuntó a trascender en el ámbito internacional (ganó torneo en Brasil) mientras buscó conquistar cuanto torneo se le cruce en el país. Las incorporaciones de Pablo Meana, William y Wallace, la vuelta de Spajic y el arribo de Javier Filardi revalorizaron al plantel y conformó un elenco imbatible. Con la misma base, DirecTV Bolívar conquistó la Copas ACLAV 2006; 2 trofeos internacionales y la liga Argentina, de manera invicta.
Con su nuevo nombre de fantasía, Drean Bolívar, Weber y sus muchachos realizaron una exitosa gira por Europa, en la que ganó dos copas; luego fue campeón de la Copa Mercosur 2007, retuvo la Copa ACLAV en dos oportunidades y también la Liga Argentina, certamen en la que se consagró tricampeón consecutivo.
En 2009/10, Drean Bolívar ratificó su liderazgo nacional al conquistar por cuarta vez consecutiva la Liga Argentina, la Copa ACLAV y dos torneos internacionales: la Copa World Challenge 2009 y la lll Copa Ciudad de Bolívar, cerrando un ciclo exitoso que quedó en la historia del voleibol argentino.
En la última temporada asumió un nuevo desafío: conquistar el Mundo: Si bien no pudo repetir en la Liga Argentina (fue subcampeón) ni en la Copa ACLAV o el Super 8; un ambicioso sexteto integrado por jóvenes valores del seleccionado nacional ( De Cecco, Pereyra, Ocampo, Solé y Castellani) se adueñaron de la única plaza para el continente certamen más prestigioso: el Mundial de Clubes. Tras una rutilante victoria en la final del Sudamericano ente el poderoso Cimed brasileño, Bolívar se convirtió en la revelación del torneo desarrollado en Doha -Catar- al imponerse sobre el subcampeón europeo (Dinamo Moscú) y clasificar a las semifinales. El cuarto puesto sentó un precedente: la mejor actuación de un representativo nacional en un Mundial.
Con la convicción de comenzar otro ciclo exitoso, la franquicia retuvo a sus dos referentes (Arroyo y Filardi) y contrató a un armador y un opuesto brasileños, fórmula que le había dado muy buenos réditos entre 2006 y 2010: Thiago Gelinski y Evandro Guerra. Además, recibió con los brazos abiertos al serbio Jekic, al experimentado Gastón Giani, a Rodrigo Villalba y a dos cracks de la Selección Argentina: Pablo Crer y Franco López. Junto a Solé y a talentosos proyectos de inferiores, Bolívar apunta sus cañones a recuperar el trono nacional en la cada vez más competitiva Liga Argentina.
Bolívar Vóley, se consagró campeón de la 1° Edición de la Copa Libertadores de Voleibol 2018-19, tras vencer 3-0 a SESC-RJ con parciales de 25-23, 25-18 y 29-27.
Tras 18 años, para la temporada 2020/21 de la Liga de Voleibol Argentina (ACLAV), Bolívar anunció que no jugaría la Liga Argentina de Vóley. 
"A lo largo de los 18 años del Club hemos compartido muchos momentos inolvidables: grandes triunfos, títulos y emociones que nos hicieron sentir #OrgulloCeleste. También sufrimos de los otros, los que nos dieron más fuerza para ir en búsqueda de nuevos sueños. Siempre con una sola premisa: instalar a Bolívar en lo más alto del mapa deportivo nacional e internacional.
Fue con este espíritu incansable que en esta etapa logramos ser de los equipos más ganadores de la Argentina con 8 Ligas, 1 Campeonato Sudamericano, 1 Copa Libertadores y 3 presencias en Mundiales de Clubes. Además, el desarrollo de un plan de detección de talentos nos permitió promover jugadores para nuestros planteles y también a otros equipos de la Liga,  jugadores nacionales y extranjeros que vistieron “La Celeste”, son algunos de los hitos que hicieron cada vez más grande nuestra historia.
Si brillamos en estas casi dos décadas fue gracias al esfuerzo de socios, hinchas, jugadores y dirigentes que dejaron el alma por nuestros colores. Demostramos que somos más que un equipo, somos el resultado del apoyo de toda una ciudad: nuestra querida Bolívar.
Hoy nos toca afrontar, como a todos, un momento singular, complicado. Por eso queremos comunicarles que el Club Ciudad de Bolívar no participará de la temporada 2020/21 de la Liga de Voleibol Argentina (ACLAV). Tal decisión responde a la coyuntura de una reestructuración de la institución y sus estrategias deportivas.
Estamos orgullosos de que la grandeza de nuestra historia no solo esté representada por las copas que descansan en las vitrinas del club sino también por los valores que siempre defendimos, como el esfuerzo, el respeto, la honestidad, la transparencia y el espíritu de superación. Es por esa historia y por nuestra ciudad que no vamos a bajar los brazos nunca. En el corazón de cada uno de nosotros late la pasión por nuestro amado Club, ese sentimiento es el que nos mantendrá unidos por siempre.
El vóley seguirá formando parte de las actividades y del día a día de nuestro querido Club. No jugaremos la próxima Liga pero trabajaremos con más fuerza para volver!!! No es una despedida…es un hasta pronto!
Fuimos, somos y seremos una referencia del vóley argentino."
Comunicado emitido por el Club Ciudad de Bolívar
Bolívar Vóley actualmente compite de forma amateur en la Liga Olavarriense de Voleibol y en la Liga provincial Bonaerense de Voleibol. En 2021 se consagró campeón del Torneo provincial de Clubes de Voleibol, mientras que en 2022 consiguió coronarse como campeón del Torneo de Primera de la Liga Olavarriense.
Bolívar decidió incursionar en el fútbol en 2019 y se afilió a la Liga de Bolívar para jugar en la competencia regional. Luego, el equipo fue invitado a jugar en el Torneo Regional Federal Amateur por el Consejo Federal, la división de AFA que administra las competencias provinciales. Bolívar logró el ascenso al Torneo Federal A, división del fútbol argentino, luego de derrotar a Independiente de Neuquén 3-0 en Carmen de Patagones. 
La primera competencia nacional disputada por el Club Ciudad de Bolívar fue la Copa Argentina 2023, donde el equipo perdió ante Independiente por 3-0.Ese mismo año el club llegó hasta los playoffs de semifinales por el ascenso a la Primera B Nacional, donde quedó eliminado a manos de Douglas Haig por 2-1.En la segunda participación del club en la Copa Argentina en la edición 2024, el equipo perdió ante Banfield por 6-0.
Para la temporada 2024, el club contrato a Héctor Storti como mánager del club.

## Instalaciones

### Estadio municipal Eva Perón
El estadio municipal (homenaje a la primera dama de este dicho país), se encuentra ubicado al ingreso del Parque Municipal Las Acollaradas  tiene una capacidad para 4000 espectadores.

### Estadio República de Venezuela
Otro estadio en donde juega este club de Vóley, el Estadio República de Venezuela, está ubicado en la intersección de las avenidas Venezuela y Centenario tiene una capacidad para 3500 espectadores.
En 2015 el estadio fue reformado para ampliar su capacidad.

### Complejo José Domeño
El complejo deportivo 'José Domeño' (en homenaje al abuelo materno de Marcelo), inaugurado el 20 de octubre de 2007, es uno de los más importantes del país. El Club cuenta con una piscina, cancha de vóley, beach vóley, cancha de fútbol, vestuarios, baños, gimnasio de aparatos, dormís, sala de relax, sala de conferencias, hidromasajes, sauna, salón de masajes. El equipo de Personal Bolívar concentra en este club y se instala allí durante las preliminares de los partidos. Además, el lugar brinda hospedaje a selecciones, tanto nacionales como internacionales.
El 12 de noviembre de 2016, el Club se vistió de fiesta para llevar adelante la inauguración de la nueva cancha de hockey de césped sintético. Una obra que le ofrece al club y a la ciudad de San Carlos de Bolívar un espacio de características inéditas para la región. Con una medida exacta de 91.40mts de longitud y 55,00mts de ancho, será utilizado principalmente para los partidos que disputen las chicas del equipo de Las Indias Hockey, en la Liga del Centro. Además del campo de juegos con césped sintético se construyeron bancos de suplentes, cerco perimetral y la mesa de control.
El municipio (San Carlos de Bolívar) se encargó de la nivelación del predio, de un perímetro de hormigón (cordón cuneta) que era requerido para la colocación del césped, la iluminación y el cerco perimetral.

## Organigrama deportivo

### Datos en competiciones
En torneos nacionales
- Temporadas en primera división: 17 (2002-03 - 2019-20)
  - Mejor puesto en la liga: Campeón (2002-03, 2003-04, 2006-07, 2007-08, 2008-09 , 2009-10, 2016-17 y 2018-19)
  - Peor puesto en la liga: 10.º (de 12, en 2007-08)

En torneos internacionales
- Participaciones en Mundial de Clubes: 1 (2010)
  - Mejor participación: 4.º (2010)
- Participaciones en Campeonato Sudamericano:
  - Mejor participación: Campeón (2010)
  - Peor participación: 4.º (2016-2018)
- Participaciones en Copa Libertadores de Voleibol: 2 (2018/19 - 2020)
  - Mejor participación: Campeón (2018-19)
  - Peor participación: 2.º (2020)

### Palmarés

#### Torneos oficiales
Torneos nacionales (16)
- Liga Argentina de Voleibol (8): (2002-03, 2003-04, 2006-07, 2007-08, 2008-09 , 2009-10, 2016-17 y 2018-19)
- Copa ACLAV (5): (2006, 2007, 2008, 2009 y 2014)
- Copa Máster (2): (2012 y 2015)
- Torneo Súper 8 (1): (2008-09)

Torneos internacionales (2)
- Campeonato Sudamericano de Clubes (1): (2010)
- Copa Libertadores de Voleibol (1): (2018-19)

#### Torneos amistosos
- Copa Internacional Ciudad Bolívar (3): (2006, 2008, 2009)
- Campeón Copa World Challenge Club Volleyball (3) : (2008, 2009, 2012)
- Campeón Copa Grand prix San Ludgero 2006
- Campeón Copa 75´ Aniversario Federación Metropolitana 2007
- Campeón Supercopa MERCOSUR 2007
- Campeón Copa Internacional Courmayeur 2007
- Campeón Copa Ciudad de Manacor 2007
- Campeón Top Four (Brasil) 2012

### Jugadores

#### Plantilla: 2025
- Actualizado al 27 de junio de 2025

- Los equipos argentinos están limitados a tener un cupo máximo de seis jugadores extranjeros, aunque solo cinco podrán firmar la planilla del partido

### Mercado de pases 2025
- Actualizado al 27 de junio de 2025[19] [20] [21]

- "Alex Díaz" - estará habilitado a partir del 7 de julio, cuando por calendario se habilite la inscripción de las transferencias extranjeras.

| Altas                | Altas         | Altas                         | Altas | Altas | Altas | Altas |
| Jugador              | Posición      | Procedencia                   |       |       |       |       |
| -------------------- | ------------- | ----------------------------- | ----- | ----- | ----- | ----- |
| Verano               |               |                               |       |       |       |       |
| Gonzalo Laborda      | Portero       | Germinal de Rawson            |       |       |       |       |
| Elías Martínez       | Defensa       | Guillermo Brown               |       |       |       |       |
| Lautaro Cardozo      | Defensa       | Banfield                      |       |       |       |       |
| Ezequiel Navarro     | Defensa       | Huracán II                    |       |       |       |       |
| Luciano Lapetina     | Defensa       | Chaco For Ever                |       |       |       |       |
| Agustín Paredes      | Defensa       | Olimpo                        |       |       |       |       |
| Jhan Valencia        | Defensa       | Sportivo Desamparados         |       |       |       |       |
| Renso Pérez          | Mediocampista | Villa Dálmine                 |       |       |       |       |
| Arnaldo González     | Mediocampista | Patronato                     |       |       |       |       |
| Pedro Joaquín Galván | Mediocampista | Balonpie Bolívar              |       |       |       |       |
| Javier Pereyra       | Mediocampista | Huracán de Comodoro Rivadavia |       |       |       |       |
| Walter Acuña         | Mediocampista | Estudiantes de Río Cuarto     |       |       |       |       |
| Brian Visser         | Delantero     | Deportivo Real Sociedad       |       |       |       |       |
| Brian Duarte         | Delantero     | Gimnasia y Tiro               |       |       |       |       |
| Khalil Caraballo     | Delantero     | Colón de Chivilcoy            |       |       |       |       |
| Manuel Abentín       | Delantero     | Ferro de Olavarria            |       |       |       |       |
| Jonatan Maciel       | Delantero     | UAI Urquiza                   |       |       |       |       |
| Invierno             |               |                               |       |       |       |       |
| Brian Quintana       | Mediocampista | Los Andes                     |       |       |       |       |
| Alex Díaz            | Mediocampista | Unión San Felipe              |       |       |       |       |
| Agustín Díaz         | Delantero     | San Martín de Mendoza         |       |       |       |       |

| Bajas                  | Bajas         | Bajas                   | Bajas | Bajas | Bajas | Bajas |
| Jugador                | Posición      | Destino                 |       |       |       |       |
| ---------------------- | ------------- | ----------------------- | ----- | ----- | ----- | ----- |
| Verano                 |               |                         |       |       |       |       |
| Maximiliano Cavallotti | Portero       | Retirado                |       |       |       |       |
| Edgardo Díaz           | Defensa       | Argentino de Monte Maíz |       |       |       |       |
| Leonardo Felissia      | Defensa       | Sportivo Belgrano       |       |       |       |       |
| Santiago Bustos        | Defensa       | Bandera de ?            |       |       |       |       |
| Lucas Vesco            | Defensa       | Carlos Casares          |       |       |       |       |
| Ramiro Formigo         | Defensa       | Villa Mitre             |       |       |       |       |
| Gustavo Villarruel     | Mediocampista | Bandera de ?            |       |       |       |       |
| Marcos Gamarra         | Mediocampista | Bandera de ?            |       |       |       |       |
| Fabio Giménez          | Mediocampista | Germinal de Rawson      |       |       |       |       |
| Javier Sequeyra        | Mediocampista | Cambaceres              |       |       |       |       |
| Israel Roldán          | Mediocampista | Sarmiento de La Banda   |       |       |       |       |
| Maximiliano Brambillo  | Mediocampista | Comunicaciones          |       |       |       |       |
| Gonzalo Urquijo        | Delantero     | Carlos Casares          |       |       |       |       |
| Román Bravo            | Delantero     | Bandera de ?            |       |       |       |       |
| Matías Mones Cazón     | Delantero     | Maderense               |       |       |       |       |
| Alfredo Troncoso       | Delantero     | Casariego               |       |       |       |       |
| Invierno               |               |                         |       |       |       |       |
| Jhan Valencia          | Defensa       | Estudiantes de San Luis |       |       |       |       |
| Iván Paz               | Mediocampista | San Martín de Mendoza   |       |       |       |       |
| Mariano Rivadeneira    | Mediocampista | C. A. Costa Brava       |       |       |       |       |
| Franco Suarez          | Mediocampista | C. A. El Linqueño       |       |       |       |       |

## Entrenadores
En cursiva los entrenadores interinos en el equipo.
| Entrenador         | Periodo                            | PD | PG | PE | PP | %     | Títulos |
| ------------------ | ---------------------------------- | -- | -- | -- | -- | ----- | ------- |
| Hernán Darío Ortiz | 01/02/2022 a 03/06/2023 (487 días) | 46 | 22 | 10 | 14 | 1,65% | —       |
| Cristian Piarrou   | 06/06/2023 a 26/06/2023 (20 días)  | 3  | 3  | 0  | 0  | 3,00% | —       |
| Manuel Fernández   | 26/06/2023 a 14/10/2023 (110 días) | 16 | 7  | 3  | 6  | 1,50% | —       |
| Cristian Piarrou   | 16/10/2023 a 31/12/2023 (76 días)  | 4  | 1  | 2  | 1  | 1,25% | —       |
| Diego Funes        | 01/01/2024 a 15/07/2024 (196 días) | 18 | 9  | 2  | 7  | 1,61% | —       |
| Hernán Darío Ortiz | 16/07/2024 a 30/09/2024 (76 días)  | 10 | 5  | 3  | 2  | 1,80% | —       |
| Cristian Piarrou   | 01/10/2024 a 14/01/2025 (105 días) | 4  | 1  | 1  | 2  | 1,00% | —       |
| Diego Funes        | Desde el 15/01/2025 (199 días)     |    |    |    |    | %     |         |

## Datos del club

### Cronología
- Temporadas en Tercera Categoría: 5
  - Temporadas en Federal A: 4 (2021-2025)
- Temporadas en Cuarta Categoría: 2
  - Temporadas en Regional Federal Amateur: 2 (2020-2021)
- Participaciones en Copa Argentina: 3 (2023-2024-2025)